# Síťový start
Síťový start (anglicky network booting) je v informatice proces zavádění operačního systému z počítačové sítě, ne z lokálních disků. Tato metoda zavádění může být použita u síťových routerů, pracovních bezdiskových stanic a centrálně spravovaných počítačů (tenkých klientů), jako jsou například veřejné počítače v knihovnách nebo ve školách. Zavádění ze sítě může být použito pro centralizovanou správu diskového úložiště, u které příznivci této technologie tvrdí, že může vést ke snížení kapitálu a nákladů na údržbu. Též může být použit ve výpočetních clusterech, ve kterých jednotlivé uzly nemusejí mít své lokální disky. Současné stolní osobní počítače také poskytují možnost zavádění operačního systému ze sítě ve svém firmwaru obvykle prostřednictvím PXE. Všechny moderní systémy Mac OS nabízejí možnost zavádění i ze svého firmwaru na síťový disk přes službu NetBoot. Starší osobní počítače mohou využít místo diskety nebo flash disku, který obsahuje software pro zavádění ze sítě, technologii podobné iPXE.

## Průběh
Základní software pro běh operačního systému je načten ze serveru přes síť. Pro TCP/IP sítě je toto obvykle řešeno prostřednictvím Trivial File Transfer Protocol. Server, ze kterého se má načíst základní software, je obvykle nalezen pomocí broadcast nebo multicast požadavku přes protokol BootP nebo DHCP. Typicky tento software není kompletní obraz operačního systému, který má být načten, ale jen jeho část, avšak dostatečné množství nezbytné pro start operačního systému a převzetí kontroly nad zaváděcím procesem a následné pokračování v zavádění systému přes síť.

## Historie
Než se IP stal jediným protokolem síťové vrstvy, tak pro síťové starty byly široce využívány protokoly NetWare Core a IBM RIPL. Implementace těchto klientů byla výhodnější v menších ROM než PXE. Technicky vzato, síťový start může být implementován pomocí jakéhokoliv protokolu pro přenos souborů nebo protokolu pro sdílení zdrojů, například NFS je preferovaný variantami BSD.

## Instalace
Síťový start je také používán u instalací operačních systémů, nad kterými není vyžadován přímý dohled nad strojem. V tomto případě se jedná o síťově zavedeného pomocníka operačního systému používaného jako platformu pro provedení skriptově řízených instalací požadovaného operačního systému na cílovém stroji. Pro Linux, Mac OS X a Windows existují tyto implementace jako NetInstall, NetBoot anebo Windows Deployment Services.